# Typhlops capitulatus
Typhlops capitulatus е вид змия от семейство Typhlopidae. Видът е застрашен от изчезване.

## Разпространение
Разпространен е в Хаити.